# Пиксанкино
Пиксанкино — село в Шемышейском районе Пензенской области России. Входит в состав Армиевского сельсовета.

## География
Село находится на юго-востоке центральной части Пензенской области, в пределах северного склона холмистой Хвалынской гряды, в лесостепной зоне, на берегах реки Пиксанки, на расстоянии примерно 17 километров (по прямой) к востоку от Шемышейки, административного центра района. Абсолютная высота — 213 метров над уровнем моря.

### Климат
Климат характеризуется как умеренно континентальный. Средняя температура воздуха самого тёплого месяца (июля) — 20 °C (абсолютный максимум — 38 °C); самого холодного (января) — −19 °C (абсолютный минимум — −44 °C). Безморозный период длится 126 дней. Период активной вегетации составляет 135—145 дней. Годовое количество атмосферных осадков — 490 мм, из которых большая часть выпадает в тёплый период. Снежный покров держится в течение 149 дней.

### Часовой пояс
Село Пиксанкино, как и вся Пензенская область, находится в часовой зоне МСК (московское время). Смещение применяемого времени относительно UTC составляет +3:00.

## Население
| 1709  | 1718  | 1748  | 1795  | 1859 | 1877 | 1897  |
| ----- | ----- | ----- | ----- | ---- | ---- | ----- |
| 242   | ↗275  | ↘222  | ↗450  | ↗840 | ↗875 | ↗1110 |
| 1911  | 1926  | 1930  | 1939  | 1959 | 1979 | 1989  |
| ↗1467 | ↗1545 | ↗1700 | ↘1153 | ↘979 | ↘621 | ↘376  |
| 1996  | 2002  | 2010  |       |      |      |       |
| ↘301  | ↘204  | ↘131  |       |      |      |       |

### Национальный состав
Согласно результатам переписи 2002 года, в национальной структуре населения мордва составляла 99 %.